# Beta Canum Venaticorum
Beta Canum Venaticorum (β CVn / β Canum Venaticorum / Beta Canum Venaticorum), chiamata anche Chara, è una stella appartenente alla sequenza principale che si trova a 27,4 anni luce di distanza dal Sistema solare, nella costellazione dei Cani da Caccia. Si tratta di una stella di classe spettrale G0-V e della seconda stella per magnitudine di quella costellazione dopo Cor Caroli.

## Caratteristiche
β CVn è una stella con una metallicità inferiore a quella del nostro Sole, il che significa che ha una minore quantità di elementi più pesanti dell'elio; in termini di età, massa e stato evoluzionario essa è però molto simile alla nostra stella.
Lo spettro di β CVn mostra una debolissima emissione del calcio singolarmente ionizzato (Ca II) proveniente dalla cromosfera, rendendo questa stella un utile riferimento per effettuare confronti con altre stelle appartenenti a categorie spettrali simili, poiché le righe di emissione del Ca II sono facilmente osservabili e forniscono una misura dell'attività della cromosfera stellare.
Nel 2006 l'astronoma Margaret Turnbull designò Beta Canum Venaticorum come la stella vicina al Sole con maggiori probabilità di ospitare forme di vita intelligenti e in grado di possedere tecnologie per lo sviluppo della radioastronomia.